# Mausi Martínez
Mausi Martínez (Formosa (Argentina), 19 de enero de 1964) es una guionista, y actriz argentina.

## Biografía
Es originaria de la provincia de Formosa, a 1.400 km de Buenos Aires, dejando su provincia natal en la década de 1980, para estudiar teatro en la Escuela Municipal de Arte Dramático de Buenos Aires. Posteriormente estudia cinematografía, en el Instituto Nacional de Cine y Artes Audiovisuales (INCAA), y en la escuela del productor y guionista argentino Rodolfo Hermida.
Integró el grupo De la Guarda en su espectáculo "DOMA", que, a inicios de los años 1990 revolucionó la manera de realizar teatro en la Argentina. Como actriz, participó de nueve largometrajes, entre los cuales se destacan El Almuerzo de Javier Torre (2015), Kluge (2010), De Comeco ao Fim de Aluizio Abranches (2009), No fumar es un vicio como cualquier otro (2005), La vuelta de Peter (2004), El tigre escondido (2003), Buenos Aires plateada (1999), Peperina (1995), El viaje (1992), entre otros.
En 2004, dirigió SED, INVASIÓN GOTA A GOTA, documental sobre el Acuífero Guaraní - una reserva subterránea situada en territorio de cuatro países (Brasil, Argentina, Uruguay, y Paraguay), capaz de abastecer de agua pura a todo el planeta en los próximos doscientos años En dicho filme, Mausi discute las disputas geopolíticas en torno de este recurso estratégico.
En 2009 dirige "NUNCA ESTUVISTE TAN ADORABLE" adaptación homónima de la obra de teatro de Javier Daulte.
En 2013 dirige la serie documental de 8 capítulos "EN V8 A FORDLANDIA", relatando el viaje de un equipo de documentalistas que en una vieja F100 se dirige a la ciudad brasilera de Fordlandia, un proyecto extractivista del caucho, instalado por Henry Ford en la década del 30 en pleno corazón del Amazonas. A lo largo del camino el equipo se va encontrando con varios problemas actuales de Latinoamérica: el extrativismo del IIRSA, el monocultivo de la soja, la violencia hacia los indígenas de la región, la fuga de los agricultores, entretelones de las ONG, la polución, los Bonos de Carbono y la resistencia de diferentes actores sociales.

## Obra
Como actriz, actuó en las siguientes producciones cinematográficas televisivas y teatrales:

### Televisión
Actriz
- Águas Selvagens (2018)
- La verdad (2015) como Malena
- Mujeres Asesinas (2008) - Cap. 9: "Nina, desconfiada"
- Terapias alternativas (2006) como Telma
- Hermanos y detectives (2006) - Cap. 7: "Muerte en escena"
- Los simuladores (2003) - Cap. 6: "Los impresentables" como Leonor Argüello
- Mi ex (1999) como Rosita
- 90-60-90 Modelos (1996)
- Como pan caliente (1996)
- ¡Hola Papi! (1995)
- Poliladron (1995)
- Inconquistable corazón (1994)
- Los Machos (1994)
- Gerente de familia (1993)
- Marco, el candidato (1993)
- Vivo con un fantasma (1993)
- Gran Hotel Casino (1992)
- Son de diez (1992)
- Amigos son los amigos (1990)
- Las comedias de Darío Vittori (1989)

### Teatro
Actriz
- (2006)“HAMELIN”

Grupo  Animalario-España.
Argentina
- 2005 “NUMANCIA” por Cervantes Saavedra

Dirección: Daniel Suárez Marzal – Teatro Nacional Cervantes 
- 2002 “LA CASA DE BERNARDA ALBA” por Federico García Lorca

Dirección: Vivi Tellas
- 2001 “MADAME MAO” por Mónica Ottino

Dirección: Oscar Barney Finn
British Art Centre
- 2000 “LA ISLA DE LOS ESCLAVOS” por Mariveaux

Dirección: Daniel Suárez Marzal
La Comedia de La Plata Theater
- 1999 “LA CONFESION” por Michel Didym and Veronique Bellegarde

II Festival Internacional de Teatro en Buenos Aires 1999
Francia-Argentina Coproducción
- 1998 “PERIODO DOMA” por De la Guarda

Velódromo Municipal Buenos Aires
- 1997 / 98 “BOQUITAS PINTADAS”  por Renata Schusseim – Oscar Araiz

Municipal Gral. San Martín Teather
Teatro Avenida (1998)

### Filmografía
Actriz
- Agua dos Porcos de Roly Santos (Argentina-Brasil)
- El almuerzo (2015) de Javier Torre
- Kluge (2010) de Luis Barone
- Do Comeco ao Fim (2009) de Aluizio Abranches
- Bye bye life (2008, de Enrique Piñeyro (Argentina)
- El tigre escondido,  de Luis Barone (2005, Argentina) .... Diana
- Sola como en silencio (2004) de Mario Levin.
- Buenos Aires plateada  de Luis Barone (2000, Argentina)
- Dónde estaba Dios cuando te fuiste (cortometraje 1999)
- Vendado y frío (1999, Argentina) .... Celina Núñez
- Devórame otra vez (cortometraje, 1997, Argentina) .... Gloria Holden
- 24 horas (Algo está por explotar) (1997, Argentina)
- Peperina (1995, Argentina)
- El viaje (1992, Argentina-México-España-Francia-Inglaterra)  .... periodista
- Highlander II: The Quickening (1991, Argentina-Inglaterra-Francia) .... Ciudadana oriental
- Buenos Aires, háblame de amor (1991, Argentina)
- Bésame mortalmente (1990, Argentina)

### Como directora y guionista
Realizó:
- En la trinchera (2010, corto)[7]
- Nunca estuviste tan adorable (2009)
- Sed, invasión gota a gota (2005)
- Puig... 95% de humedad (2001, telefilme)